# 18 رمضان
- السبت
- الأحد
- الاثنين
- الثلاثاء
- الأربعاء
- الخميس
- الجمعة

- 11 مارس 2025
- 22 مارس 2025
- 33 مارس 2025
- 44 مارس 2025
- 55 مارس 2025
- 66 مارس 2025
- 77 مارس 2025
- 88 مارس 2025
- 99 مارس 2025
- 1010 مارس 2025
- 1111 مارس 2025
- 1212 مارس 2025
- 1313 مارس 2025
- 1414 مارس 2025
- 1515 مارس 2025
- 1616 مارس 2025
- 1717 مارس 2025
- 1818 مارس 2025
- 1919 مارس 2025
- 2020 مارس 2025
- 2121 مارس 2025
- 2222 مارس 2025
- 2323 مارس 2025
- 2424 مارس 2025
- 2525 مارس 2025
- 2626 مارس 2025
- 2727 مارس 2025
- 2828 مارس 2025
- 2929 مارس 2025
- 130 مارس 2025
- 231 مارس 2025
- 31 أبريل 2025
- 42 أبريل 2025
- 53 أبريل 2025
- 64 أبريل 2025

18 رمضان أو 18 رمضان المُبارك أو يوم 18 \ 9 (اليوم الثامن عشر من الشهر التاسع) هو اليوم الرابع والخمسون بعد المائتين (254) من أيَّام السنة (أو الخامس والخمسون بعد المائتين لو كان شهر شعبان مُتممًا لليوم الثلاثين أو السادس والخمسون بعد المائتين لو أتم كلًا من صفر وربيع الآخر وجمادى الآخرة وشعبان ثلاثين يومًا) وفق التقويم الهجري القمري (العربي). يبقى بعده 100 أو 101 أيَّام لانتهاء السنة.

## أحداث
- 40هـ - مبايعة الحسن بن علي بالخلافة بعد مقتل أبيه علي بن أبي طالب.
- 251هـ - اندلاع معركة بين القائد العباسي هشام بن أبي دلف والثائر العلوي في نينوى بالعراق، وقد قتل القائد العباسي أربعين رجلًا من جيش العلوي الثائر، ثم افترق فدخل الكوفة فبايع أهلها للمعتز العباسي، ودخل هشام بن أبي دلف بغداد.
- 295هـ - وصول رسول من أبي معز زيادة الله بن الأغلب ـ آخر حاكم لدولة الأغالبة في إفريقية - إلى بغداد، وذلك في أواخر عهد الخليفة المكتفي العباسي. وقدم المبعوث الأغلبي هدايا للخليفة.
- 484هـ - القائد يوسف بن تاشفين يجمع شمل المسلمين في الأندلس ويقضي على التفرقة بين ملوك الطوائف هناك.
- 539هـ - نهاية دولة المرابطين في المغرب العربي، وقيام دولة الموحدين.
- 723هـ - قدمت إلى دمشق جماعة من حجاج التتار المسلمين وفيهم بنت الملك أبغا بن هولاكو وأخت الملك أرغون وعمة غازان وخربندا، وقد أكرمتهم السلطات المملوكية بالشام وأنزلتهم بالقصر الأبلق بدمشق وأجرت عليهم النفقات إلى أوان الحج.
- 833هـ - السلطان برسباي يستدعي كاتب السر في حلب وهو ابن السفاح ليستقر كاتبًا للسر في مصر ويحل محله في حلب ابنه زين الدين عمر في مقابل أن يدفع للسلطان عشرة آلاف دينار، وذلك بعد موت كاتب السر الشريف شهاب الدين وأخيه عماد الدين الذي تولى بعده وقد سعى للحصول على هذه الوظيفة كثيرون ولكن السلطان اختار ابن السفاح.
- 843هـ - السلطان جقمق يصدر مرسومًا بأن يستخدم والي القاهرة مائة رجل يمشون بين يديه في ركوبه في شوارع القاهرة، وفي هذا اليوم أيضًا نودي بالقاهرة بأن لا يخرج أحد من المماليك السلطانية بالليل لأن الاشاعات انتشرت بظهور فتن ومنازعات.
- 1199هـ - القراصنة الجزائريون يستولون على سفينة تخص الولايات المتحدة في خليج «قارش» في البحر المتوسط، وكانت السفينة «ماريا» تتبع ميناء بوسطن.
- 1249هـ - الجيش الإمبراطوري الروسي ينسحب من رومانيا بعد 5 سنوات ونصف من الاحتلال، وكانت رومانيا تتبع في تلك الفترة الدولة العثمانية، لكن الروس احتلوها أثناء حربهم مع العثمانيين قبل نحو 6 سنوات.
- 1256هـ - الجيش العثماني يدخل مدينة حلب في الشام بعد طرد الجيش المصري بقيادة إبراهيم باشا من تلك البلاد، بعد معاهدة لندن التي نصّت على إخلاء والي مصر محمد علي باشا لبلاد الشام وعودة الدولة العثمانية للسيطرة عليها.
- 1330هـ - توقف جريدة «اللواء» التي يصدرها «الحزب الوطني» الذي كان يتزعمه مصطفى كامل عن الصدور بعد مقالاتها التي تهاجم فيها الحكومة والاحتلال البريطاني.
- 1333هـ - توقف صحيفة «الجريدة» عن الصدور التي رأس تحريرها أحمد لطفي السيد. وقد حملت الجريدة لواء الدعوة إلى «المصرية»، ومعارضة الاتجاه إلى دولة الخلافة العثمانية آنذاك.
- 1339هـ - مظاهرات دامية في الإسكندرية بعد خطاب سعد زغلول تجبر وزارة عدلي يكن على الاستقالة.
- 1351هـ - صدور العدد الأول من مجلة الرسالة الأدبية، وهي أشهر مجلة أدبية ظهرت في تاريخ الأدب العربي الحديث، رأس تحريرها مؤسسها أحمد الزيات، وكتب بها أعلام الفكر والثقافة في مصر والعالم العربي.
- 1365هـ - اندلاع أعمال عنف بين الهندوس والمسلمين في مدينة كالكوتا الهندية وامتدادها إلى عددٍ من المدن الأخرى، واستمرت الاشتباكات 3 أيام، أسفرت عن سقوط 7 آلاف قتيل.
- 1390هـ - وزير الدفاع السوري حافظ الأسد يقود انقلاب عسكري عرف باسم الحركة التصحيحية.
- 1400هـ - الكنيست يصدر قانونًا يعتبر القدس عاصمة إسرائيل الأبدية.
- 1411هـ - الجيش العراقي يهاجم المناطق الكردية المتمردة وهروب جماعي للأكراد إلى الجبال وإلى الدول المجاورة (إيران، تركيا) خوفا من الإبادة الجماعية من قبل الجيش العراقي، حيث فر أكثر من (2500000) مليونين ونصف المليون من المواطنين، والجيش العراقي يسيطر على المدن الكبيرة مرة أخرى.
- 1424هـ - مقتل 23 شخصًا في هجوم انتحاري على قاعدة للشرطة الإيطالية في الناصرية.
- 1426هـ - آلاف المسلمين المصريين يتظاهرون بعد صلاة الجمعة قرب كنيسة الشهيد العظيم مار جرجس بالإسكندرية احتجاجًا على إقامة عرض مسرحي داخل الكنيسة يسيء للدين الإسلامي. وكان ألوف المسلمين قد طالبوا الكنيسة باعتذار، وردَّ المجلس الملي للأقباط الأرثوذكس بأن المسرحية لم يكن بها أي شيء يسيء للإسلام.
- 1434هـ - قوات الأمن المصرية تشتبك مع متظاهرين مناصرين للرئيس المعزول محمد مرسي بشارع النصر على طريق النصر القريب من ميدان رابعة العدوية بالقاهرة وسقوط عدد من القتلى والجرحى بلغ عددهم وفق وزارة الصحة 38 شخصًا، فيما قال التحالف الوطني لدعم الشرعية، إن عدد القتلى لا يقل عن 139 و5 آلاف مصاب، وعرف هذه الحادثة باسم «مذبحة المنصة».
- 1441هـ - إصابة سفينة الدعم الإيرانية كُنارك بنيران صديقة أُطلقت بواسطة الفرقاطة جماران أثناء مناورات للبحرية الإيرانية في خليج عُمان، في حادث خلّف 19 قتيلًا من طاقمها.
- 1446هـ - نجاة رئيس الصومال حسن شيخ محمود من محاولة اغتيال نفذتها حركة الشباب بالقرب من فيلا الصومال في العاصمة مقديشو، سقط في العملية 10 قتلى وأصيب 20 آخرين.

## مواليد
- 560هـ - محي الدين بن عربي، فيلسوف ومتصوف مسلم.
- 1272هـ - سليمان البستاني، أديب لبناني.
- 1286هـ - الشريف عبد الحي الندوي، باحث ومؤرخ هندي عربي الأصل.
- 1309هـ - محمد القصبجي، ملحن مصري.
- 1365هـ - عبد الإمام عبد الله، ممثل كويتي.
- 1372هـ - كفي عراقي، مغنية يمنية.
- 1374هـ - سميرة بارودي، ممثلة لبنانية.
- 1406هـ - محمد راكان، لاعب كرة قدم كويتي.

## وفيات
- 21هـ - خالد بن الوليد، صحابي وقائد عسكري وفاتح الشام.
- 170هـ - يزيد بن حاتم المهلبي، قائد عسكري عباسي.
- 1336هـ - أحمد الهيبة، فقيه ومجاهد مغربي.
- 1346هـ - عباس بن محمد رضوان، عالم مسلم حجازي.
- 1357هـ - مصطفى كمال أتاتورك، مؤسس الجمهورية التركية.
- 1409هـ - أنور إسماعيل، ممثل مصري.
- 1433هـ - محمد نوح، موسيقي مصري.
- 1434هـ - محمد براهمي، معارض تونسي وأمين عام حركة الشعب.
- 1436هـ - محمد باقر المهري، رجل دين وسياسي كويتي.

## وصلات خارجية
- موقع قصة الإسلام: حدث في شهر رمضان.